# Polydesmus ribeiraensis
Polydesmus ribeiraensis är en mångfotingart som beskrevs av Demange 1970. Polydesmus ribeiraensis ingår i släktet Polydesmus och familjen plattdubbelfotingar. Inga underarter finns listade i Catalogue of Life.